# Suharekë
Suharekë (Servisch: Сува Река/Suva Reka) is een gemeente in het Kosovaarse district Prizren.
Suharekë telt circa 72.000 inwoners. De oppervlakte bedraagt 387 km², de bevolkingsdichtheid is 186 inwoners per km².

## Geboren in Therandë
- Bujar Bukoshi (1947-2025), Kosovaars-Albanees politicus

Deçan · Dragash · Drenas · Gjakovë · Ferizaj · Fushë Kosovë · Gjilan · Gračanica (Graçanicë) · Hani i Elezit · Istog · Junik · Kaçanik · Kamenicë · Klinë · Klokot (Kllokot) · Leposavić (Albanik) · Lipjan · Malishevë · Mamushë · Mitrovicë · Novobërdë · Obiliq · Parteš (Partesh) · Pejë · Podujevë · Pristina (Prishtinë, Priština) · Prizren · Rahovec · Ranilug (Ranillug) · Skënderaj · Štrpce (Shtërpcë) · Shtime · Suharekë · Viti · Vushtrri · Zubin Potok (Zubin Potok) · Zvečan (Zveçan)